# Kalach-na-Donu
Kalach-na-Donu (Russisch: Калач-на-Дону), of Kalach-op-de-Don, is een stad in de Wolgograd Oblast, Rusland, gelegen aan de rivier de Don 85 km ten westen van Wolgograd. De stad telt 26.882 inwoners (2002).
Kalach-na-Donu is gesticht in 1708. De stad heeft stadsrechten sinds 1951.
Tijdens operatie Uranus was dit een strategisch belangrijke stad omwille van de brug over de Don.  Door het veroveren van deze brug op 22 november 1942 door het Russische leger was de omsingeling van het Duitse 6e leger in Stalingrad zo goed als een feit.